# Astragalus changaicus
Astragalus changaicus är en ärtväxtart som beskrevs av N.Ulziykh. Astragalus changaicus ingår i släktet vedlar, och familjen ärtväxter. Inga underarter finns listade i Catalogue of Life.